# Turismo em Nova Iguaçu

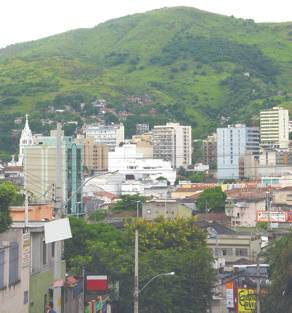
A cidade de Nova Iguaçu, na Baixada Fluminense.

Nova Iguaçu possui um potencial turístico muito forte, contando com diversas áreas de interesse histórico, ecológico e cultural.

## Patrimônio Ambiental

### Áreas de proteção ambiental
O território de Nova Iguaçu possui atualmente uma área de 524,04 km², sendo que 198 km², ou seja, 35% da cidade é coberta pela Mata Atlântica.
Há na cidade importantes áreas de preservação ecológica:
- Reserva Biológica Federal do Tinguá, reconhecida pela Unesco como patrimônio da humanidade);
- Área de proteção ambiental da Serra de Madureira, considerada pela Unesco como Reserva de Biosfera.
- Parque Municipal de Nova Iguaçu, na divisa com o município de Mesquita, que ocupa uma área de 1.100 hectares.

### Serra do Tinguá
Embora ligada à serra do Mar, a serra do Tinguá (ou maciço do Tinguá) teve origem geológica anterior.
De uma das suas abas, nasce o rio Iguaçu. Durante a segunda metade do século XIX, foram construídas neste local várias represas para o abastecimento de água para a Corte do Rio de Janeiro. A ferrovia Rio do Ouro foi construída para a manutenção dos aquedutos. A partir daí, a Mata Atlântica foi sendo reconstituída naturalmente. Nesta destacada elevação encontra-se hoje a Reserva Biológica Federal do Tinguá (Mata Atlântica).
Na aba denominada Serra dos Caboclos, refugiaram-se, no século XVI, alguns velhos e crianças da tribo indígena tupinambá.

### Serra do Vulcão

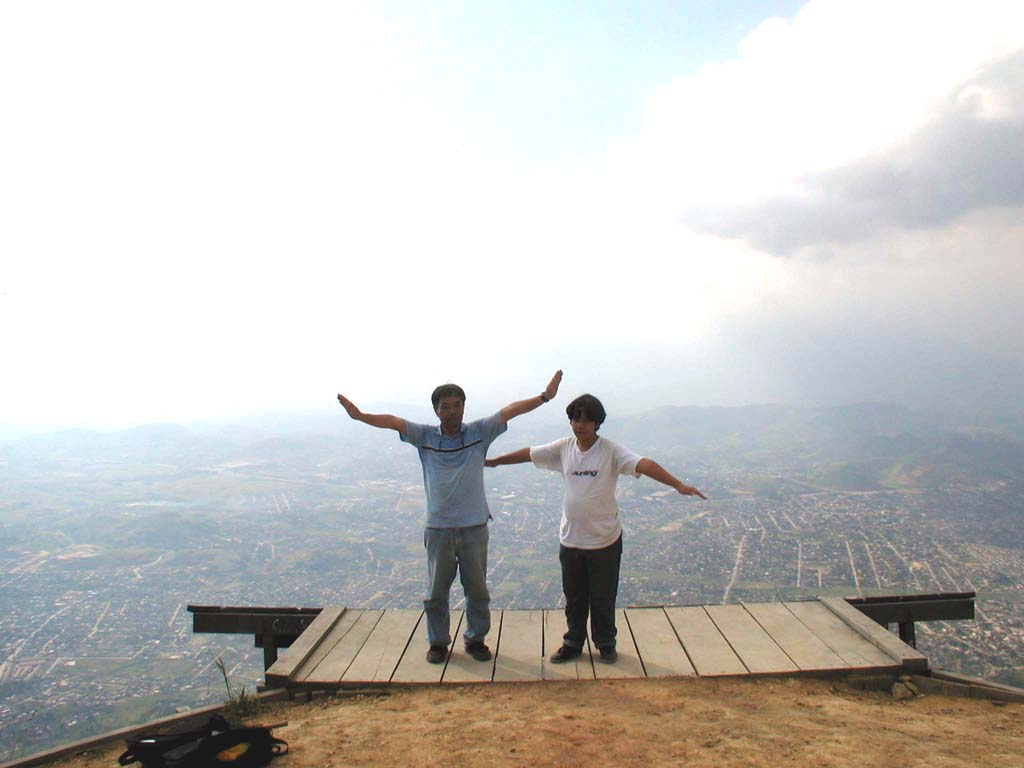
Rampa de asa delta na serra do Vulcão, Nova Iguaçu, Brasil.

A serra do Vulcão localiza-se na borda norte-nordeste do maciço do Mendanha (Gericinó). Está a 885 metros acima do nível do mar e, portanto, é favorável para vôo livre de asa delta.
A serra do Vulcão é freqüentemente confundida com o chamado "Vulcão de Nova Iguaçu", embora se trate de localidades diferentes, afastados em 3,7 quilômetros. Apesar do nome, a rocha constituinte da serra não é de origem vulcânica, mas sim, traquito de caráter intrusivo. A idade de intrusão é de 59 milhões de anos.
Existe acesso via uma trilha a partir do campus da Universidade de Nova Iguaçu (UNIG).

## Patrimônio Histórico

### Iguaçu Velho
A primeira sede do município de Nova Iguaçu, atualmente chamado de Iguaçu Velho, é um sítio arqueológico tombado pelo IPHAN e INEPAC.

#### Torre Sineira da Igreja de Nossa Senhora de Piedade
Nome antigo: Igreja matriz de Nossa Senhora da Piedade, Orago do Iguaçu.
Fundação: século XVII.
A capela foi estabelecida a cura nos anos 1699. A torre sineira e as ruínas com as fundações da igreja matriz estão localizadas em Iguaçu Velho, próximo ao rio Iguaçu entre os bairros de Vila de Cava e Tinguá.

#### Cemitério de Nossa Senhora do Rosário

Ruínas de Iguaçu Velho. Entrada do cemitério de Nossa Senhora do Rosário de 1875 (foto de 2007).

O cemitério de Nossa Senhora do Rosário, de 1875, está desativado e em ruínas, era popularmente conhecido como cemitério dos homens brancos e foi utilizado para os sepultamentos dos integrantes da elite local. Um outro cemitério, popularmente conhecido como cemitério dos escravos, situa-se no cume de uma elevação próxima e antes servia para enterrar escravos, indigentes e homens brancos que fossem protestantes.
No Brasil colonial os cemitérios eram utilizados para enterrar escravos e indigentes, muitas vezes em valas comuns. Surgiram no início do século XIX alguns cemitérios específicos para  protestantes, porque esses eram proibidos de serem sepultados nas igrejas. Um exemplo, ainda em atividade, é o Cemitério dos Ingleses no Gamboa, centro do RJ. Católicos ricos nunca eram enterrados, eram sepultados dentro de tumbas (nichos) nas paredes ou em sepulturas sob o piso das igrejas que eram administradas pela irmandade religiosa a que o defunto pertencia.
Um Decreto do Governo proibiu a partir de 1840 que quaisquer sepultamentos fossem realizados dentro de igrejas. Por isso foram criados os primeiros cemitérios para atender as elites, antes sepultadas nas igrejas, surgindo assim os "campos santos" localizados ao fundo ou na lateral de cada igreja. No caso da freguesia de Nossa Senhora da Piedade do Iguaçu, já havia um cemitério de escravos na colina de um morro (ainda em atividade), sendo construído um cemitério (campo santo) para os católicos ricos ao lado da igreja matriz.

#### Porto do Iguaçu
Fundação: século XVII.
Localizado no início da Estrada Real do Comércio, as ruínas do porto atualmente estão dentro das terras de uma fazenda, no sítio arqueológico do Iguaçu Velho, próximo a torre sineira da igreja matriz de Nossa Senhora da Piedade.
Era o porto fluvial de Piedade do Iguaçu, onde a produção agrícola da região e o ouro de Minas Gerais e Goiás eram embarcados em faluas ou chalanas.

#### Estrada Real do Comércio
É  uma antiga estrada aberta em 1816 e calçada parcialmente em 1842.
Começava em Iguaçu Velho, subia a serra do Tinguá, cortava a atual Reserva Biológica Federal do Tinguá passando pela freguesia de Santana das Palmeiras (atualmente em ruínas), chegava em Miguel Pereira e descia até terminar no porto de Ubá, atual distrito de Andrade Pinto, em Vassouras, nas margens do rio Paraíba do Sul.
Foi muito utilizada para escoamento do café produzido no médio vale do Paraíba do Sul nos meados do século XIX.
A parte conservada é tombada pelo IPHAN.

##### Fazenda São Bernardino
--Thayanne C. 23h33min de 15 de julho de 2013 (UTC)
Fundação: século XIX.
Localiza-se na estrada São Bernardino, Nova Iguaçu, nas localidades entre Vila de Cava e Tinguá, às margens da RJ-111, também chamada de Rodovia Federal está a Fazenda São Bernadino, próxima à Reserva Biológica Federal do Tinguá.
Situa-se em um outeiro, em cuja parte baixa do terreno, existiram construções como cavalariças, garagem para carruagens, estribaria, senzala, habitações para escravos domésticos e engenhos de cana e de mandioca.
A fazenda foi construída pelo português Bernadino de Souza e Melo, sua construção terminou em 1875 e foi feita em estilo neoclássico, era uma beleza incontestável e virou símbolo da ostentação e do requinte, em uma época que se acreditava que a decadente Vila de Iguassú ainda poderia se rejuvenescer, se não pelo café, pela citricultura.
Pela fazenda passava a extinta Estrada de Ferro Rio D'Ouro, que tinha uma estação com o nome de São Bernadino. Possuía Casa Grande e Senzala, ao estilo das fazendas escravocratas do Vale Paraíba. A fazenda produziu café, açúcar, aguardente, farinha de mandioca e extraiu muita madeira e exportou carvão. Mas, nas época, a escravidão negra estava chegando ao fim.
Bernadino era genro do comendador Soares e ambos tiveram grande infliência na política da província. O comendador, com Bernadino, teve vários negócios, principalmente na compra e venda de café. Eles foram vereadores e presidente da Câmara de Iguassú. Em 1917, os sócios João Julião e Giácomo Gavazzi compraram a fazenda de Alberto de Melo, herdeiro de Bernadino.
A pedido do prefeito Ricardo Xavier da Silveira, o imóvel foi tombado e reconhecido em 26 de fevereiro de 1951, pelo Instituto do Patrimônio artístico nacional.
Nas décadas de 1960 e 1970, a fazenda já se encontrava em estado de abandono e, em 1982, sofreu incêndio criminoso (Hoje ela está em ruínas). Decorridos 30 anos desta nefasta ação, nenhuma medida foi tomada para tentar salvar o que restou ou mesmo ajuizar quem tinha a responsabilidade de zelar: a Prefeitura de Nova Iguaçu.
Foi tombada pelo Serviço de Patrimônio Histórico e Artístico Nacional em 1951, no Livro de Belas Artes.

### Igrejas e Capelas

#### Capela do Engenho da Posse
Nome correto: Capela Sagrada Família.
Nome antigo: Capela Nuestra Señora Madre de Dios.
Construção: entre 1620 e 1630, época da união das Coroas de Portugal e Espanha, razão do seu nome em espanhol.
Localiza-se na Casa de Oração Frei May, Alto da Posse, Bairro da Posse.
É uma jóia rara da arquitetura maneirista colonial religiosa ibérica. Tem um alpendre sustentado por colunatas toscanas. Está situada sobre a parte mais alta e aprazível de um outeiro onde existia o engenho do Poce (atual bairro da Posse, no alto da Posse).
A capela e o engenho pertenceram ao capitão Bento Luis de Oliveira Braga e seu 1/2 irmão Francisco Veras Nascentes (ambos filhos de Luisa Bernarda Ribeiro, viúva de Bento Oliveira Braga, pai de Bento Luis de Oliveira Braga). Eram proprietários do engenho Nazareth (atual bairro de Anchieta, RJ), onde vivia Francisco Veras Nascente, que era Juiz de Paz da Freguesia de Iraja. Os dois juntos possuiam grande escravaria - 217 ao todo. Em 1814 O capitão Bento Luis já possuia, além destes dois engenhos, o engenho de Caioaba (Nova Iguaçú) mais  três sítios: uma olaria e duas fazendas produtoras de café em Vassouras, a "Das Palmas" localizada na freguesia de Sacra Família do Tinguá e a "Da Cruz" às margens do Rio Paraíba do Sul.
A casa grande do engenho do Poce foi demolida em 1950, porém a capela permanece muito bem preservada e seu estilo arquitetônico é similar aos da capela Nossa Senhora da Guia (Situada no alto do Morro da Guias, em Cabo Frio, RJ, construída em 1740) e da capela de Nossa Senhora da Cabeça (situada nos terrenos da Casa Maternal Mello Mattos, na Rua Faro 80, na encosta do Jardim Botânico,RJ, construída entre 1604 e 1607). As três capelas têm alpendres suportados por colunas toscanas, onde foi empregada a mesma técnica de marcenaria no trançado do madeirame que suporta as telhas artesanais feitas no próprio local e moldadas nas coxas dos escravos - numa época que a região era destituída de olarias; A nave das capelas têm dimensões próximas, além de detalhes similares, como as escadas em pedra bruta com armagassa em óleo de baleira. Deveras é interessante observar a grande semelhança na arte sacra dos altares da capela de Nossa Senhora da Cabeça (Jardim Botânico, RJ) e da capela Nuestra Señora Madre de Dios (Posse, Nova Iguaçu), esta última lamentavelmente teve o altar recolhido pela Mitra Diocesana com o objetivo de realizar a restauração e está guardado há mais de 40 anos. A arquitetura maneirista e alguns detalhes similares fundamenta a suspeita de que as capelas foram  construídas seguindo critérios de padronização vigente, não somente pelo estilo arquitetônico.
O engenho do Poce foi fundado no período colonial; No período do primeiro império tinha cerca de 50 escravos, sendo grande produtor açúcar e de cachaça (água-ardente). Um canal construído pelos escravos na atual rua da Quermesse, permitia escoamento da produção, que era embarcada em chalanas (botes com fundo plano). O pequeno porto fluvial do rio Botas (ou Riachão), localizado no lugar atualmente denominado largo de São Jorge, onde passou a funcionar um pequeno comércio entreposto. A produção do engenho seguia em chalanas até o porto dos Saveiros situado na margem meridional do rio Iguaçú, e lá era reembarcada em barcos maiores para o porto dos Mineiros na cidade do Rio de Janeiro.
No período do Segundo Império, a produção do engenho da "Posse" (palavra corruptela do nome original: POCE)começou a ser escoada via carreteira (caminho de terra) até o porto dos Saveiros (isso devido ao assoreamento dos rios, entre esses o rio Botas). A distância a ser percorrida era grande e este problema perdurou até o momento em que o Imperador decidiu construir a Estrada de Ferro Pedro II (atual Estrada de Ferro Central do Brasil).
O escoamento da produção de café, no período do Segundo Império, e de laranja, no período republicano, passou a ser realizado via estrada de ferro e o porto dos Saveiros foi desativado. O arraial de Maxambomba (a 3/4 de légua) do engenho da Posse, estava bem servido por trem a vapor, que passou a ser utilizado para escoamento da produção da região, grande parte dela destinada para exportação.

#### Catedral de Santo Antônio de Jacutinga
Nome antigo: Orago de Jacutinga.
Fundação: Século XIX.

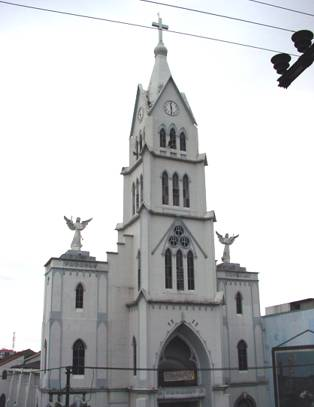
Catedral de Santo Antônio de Jacutinga.

Localizada no Centro da cidade de Nova Iguaçu.
É a quarta igreja que serve como Sede da antiga Matriz de Santo Antônio da Aldeia dos Jacutingas (índios Jacutingas). No ano de 1862 a freguesia foi transferida do bairro da Prata para o atual local no centro de Nova Iguaçu (na época Vila de Maxambomba).

#### Igreja de Santo Antônio da Prata
Antigo nome: Orago de Jacutinga.
Fundação: Século XVIII.
Localizada na Estrada Dr. Plínio Casado, no bairro da Prata, próxima às margens da rodovia Presidente Dutra, em local histórico.
Apesar de multissecular, é a terceira igreja erigida para servir como igreja matriz da antiga freguesia de Santo Antônio de Jacutinga.
Em 1711, a antiga matriz foi transferida do centro de Belford Roxo (Calhamaço) onde situava-se a primeira igreja, para o atual bairro da Prata (a 3,3 km de distância ou 1/2 légua) onde foram eretas a segunda igreja e a atual.
A igreja atual foi erigida em terreno adjacente do mesmo sítio onde fora construída a segunda igreja, que ruiu. A Capela-mor foi concluída em 1785 e a torre sineira teve sua construção terminada em 1791.

#### Igreja de Nossa Senhora do Marapicu
Nome antigo: Freguesia de Nossa Senhora da Conceição, Orago de Marapicu.
Fundação: 1728.
Localizada no Bairro do Marapicu, próximo à estrada Abílio Augusto Távora, em local histórico.
A antiga matriz foi construída em terras da fazenda do capitão-mor Manuel Pereira Ramos e sua mulher Helena de Andrade Souto-Maior.

#### Capela Nossa Senhora de Guadalupe
Fundação: Século XVIII.
Localizada no bairro do Marapicu, próximo à igreja de Nossa Senhora do Marapicu, em local histórico.
Pertencente ao Morgadício de Marapicu. Aguardando reparos dos órgãos públicos que abandonaram o seu projeto de restauração.

### Ferrovias
A antiga ferrovia Rio D’Ouro e as estações de trem de Vila de Cava, Tinguá, Rio D’Ouro e Jaceruba são tombadas pelo INEPAC.

### Adutoras e reservatórios
O reservatório de Rio D’Ouro é um bem histórico-cultural tombado pelo INEPAC
Os reservatórios e adutoras de Jaceruba e Tinguá estão em fase de tombamento como patrimônio histórico-cultural municipal.

## Centros Esportivos

### Praça do Skate
Apesar das modernas pistas de skate da Via Light terem a preferência dos praticantes desse esporte radical, a antiga pista da praça do Skate, em frente ao viaduto Padre João Müsch tem sua importância, pois foi a primeira pista de skate da América Latina. Seu formato continua o mesmo desde quando foi construída, pouco "radical" para os padrões atuais, mas ainda constituindo-se em importante marco.
A população local sempre a tratou carinhosamente por "Pracinha do Skate".